# Micropterix montanella
Micropterix montanella és una espècie d'arna de la família Micropterigidae. Va ser descrita per Zagulajev, l'any 1983.
És una espècie endèmica d'Abkhàzia, Geòrgia, incloent la república autònoma d'Adjària i part de la costa del Caucas al mar Negre.
Té una envergadura de 7-8 mm pels mascles i de 8.8-9.8 mm les femelles.